# ヴァイルハイム＝ショーンガウ郡
ヴァイルハイム＝ショーンガウ郡 (ドイツ語: Landkreis Weilheim-Schongau、バイエルン・オーストリア語: Landkroas Weilheim-Schogau) は、ドイツ連邦共和国バイエルン州オーバーバイエルン行政管区の南西部に位置する郡である。隣接する郡は北がランツベルク・アム・レヒ郡とシュタルンベルク郡、東がバート・テルツ＝ヴォルフラーツハウゼン郡、南がガルミッシュ＝パルテンキルヒェン郡、西がシュヴァーベン行政管区のオストアルゴイ郡である。

## 地理
西部のレヒ川、中央部のアムパー川（およびアンマー湖）、東郡境のロイザッハ川が郡内の重要な水域である。北東部はシュタルンベルク湖と境を接する。海抜988mのホーハー・パイセンベルクはショーンガウ地域とヴァイルハイム地域にまたがる。郡内の最高地点はヴィルトシュタイク付近のニーダーブライクで 1,589m、最も低い地点はフィッシェン・アム・アンマーゼー（ペール）付近のアムパー川河口で 533mである。
レヒ川は現在もバイエルン方言とシュヴァーベン方言の境界線とほぼ重なっている。

## 歴史
現在の郡域には、1803年にヴァイルハイム地方裁判所とショーンガウ地方裁判所が設けられた。これらはイーザル・クライスに属した。このクライスは1838年にオーバーバイエルンと改称された。1826年、ヴァイルハイム地方裁判所とショーンガウ地方裁判所からそれぞれ同名のベツィルクスアムトが形成された。これらは1939年に「郡」と改名された。
1972年のバイエルンの郡域再編により、ヴァイルハイム・イン・オーバーバイエルン郡とショーンガウ郡の大部分（ともにオーバーバイエルン行政管区）、それにマルクトオーバードルフ郡（シュヴァーベン行政管区）に属していた自治体インゲンリートが合併して新しい郡が形成された。この郡は最初「ヴァイルハイム・イン・オーバーバイエルン郡」の名を継承した。その後、旧ショーンガウ郡北部のいくつかの町村がランツベルク・アム・レヒ郡に、旧ヴァイルハイム郡南部のバート・バイエルゾイレンはじめ多くの町村がガルミッシュ＝パルテンキルヒェン郡やバート・テルツ＝ヴォルフラーツハウゼン郡の移管された。残った新しい郡は1973年に「ヴァイルハイム＝ショーンガウ郡」と改名された。

## 経済と社会資本
この郡は、バイエルン州で失業率が低い郡のベスト10に入っている。これは工業、手工業、農業、商業、サービス業がバランスよく成長した経済構造によるものである。手工業者および中小企業が経済組織を構成し、郡内の住民の約2/3がこうした職場で働いている。ヴァイルハイムには、ミュンヘンおよびオーバーバイエルン手工業会議所の職業教育・技術センター (BTZ) がある。この施設はオーバーバイエルンの5つの郡を管轄している。
2004年の住民1人あたりの所得税額は291ユーロ（連邦平均は216ユーロ）であった。また、2005年の住民1人あたりの購買力は約9,457ユーロ（連邦平均は8,523ユーロ）であった。

### 交通
郡内の交通は比較的乏しい。アウトバーン網に関して言えば、郡の東部をA95号線（ミュンヘン - ガルミッシュ）がかすめている程度である。主要な交通網は連邦道 B2、B23、B472、B17号線である。
郡庁所在地のヴァイルハイムはローカル鉄道の乗換地点である。この都市は19世紀に自ら鉄道建設を主導し、経費を負担して以下の路線を開通させた。
- 1865年: トゥッツィング - ペンツベルクPbf（旅客駅） - ペンツベルク Gbf（貨物駅）
- 1866年: トゥッツィング - ヴァイルハイム - パイセンベルク・ノルト <ウンターパイセンベルク>

バイエルン国営鉄道は、パイセンベルク・ノルト - パイセンベルク間（1875年）およびヴァイルハイム - ムルナウ間（1879年）を接続することで、この鉄道網を発展させた。1898年にはペンツベルクからコッヒェルへの延伸、アウクスブルク - ヴァイルハイム・アム・アンマーゼーとの接続がなされた。
ショーンガウは初め、レヒ川沿いにランツベルクと結ばれていた。上記の動きから30年以上を経た1917年にパイティングからパイセンベルクまでが結ばれ、ヴァイルハイムまでの列車運行が可能となった。ドイツ国営鉄道に移行後の1923年にショーンガウ - カウフボイレン間の支線が開通したが、1972年に廃止された。1984年にはショーンガウ - ランツベルク間の旅客輸送が廃止となり、現在はアウクスブルガー・ローカルバーンGmbHが貨物列車を運行している。旅客鉄道は建造された路線の約75%、約100kmが現在も営業されている。

## 行政

### 郡長
- 1972年7月1日 - 1978年4月30日: ゲオルク・バウアー (CSU)
- 1978年5月1日 - 1996年4月30日: マンフレート・ブラシュケ (CSU)
- 1996年5月1日 - 2008年4月30日: ルイトポルト・ブラウン (CSU)
- 2008年5月1日 - 2014年4月30日: フリードリヒ・ツェラー (SPD)
- 2014年5月1日 - : アンドレア・ヨホナー＝ヴァイス (CSU)

### 郡議会
2020年の選挙の結果、郡議会の議席配分は以下の通りである（計60議席）。
| 政党                                       | 得票率 (%) | 議席数 |
| ------------------------------------------ | ---------- | ------ |
| CSU                                        | 34.0       | 20     |
| GRÜNE                                      | 17.4       | 10     |
| SPD                                        | 11.0       | 7      |
| Bürger für den Landkreis Weilheim-Schongau | 10.0       | 6      |
| ödp                                        | 6.5        | 4      |
| Freie Wähler                               | 6.4        | 4      |
| AfD                                        | 5.0        | 3      |
| Unabhängige                                | 2.7        | 2      |
| Bürger für Penzberg                        | 2.3        | 1      |
| FDP                                        | 2.0        | 1      |
| BP                                         | 1.6        | 1      |
| Die Linke                                  | 1.1        | 1      |
| 投票率                                     | 65.5 %     | 65.5 % |

### 紋章と旗
ヴァイルハイム＝ショーンガウ郡郡議会の議決、オーバーバイエルン行政管区の賛成を経て、1974年5月21日に認可された同郡の紋章と旗は以下のようなものである。
紋章の図柄 

頂部は金地に、ゆっくりと歩みながらこちらを見る、赤い舌と爪を出した黒い獅子。その下の主部は青地で、十字に組まれた銀のシュレーゲルとハンマー（シュレーゲルは採鉱に用いるハンマーの一種）に重ねて金の修道院長杖が描かれている。
意匠の意味 

獅子はホーエンシュタウフェン家の紋章に由来する。ホーエンシュタウフェン家はヴェルフェン家の相続者として12世紀末からレヒライン上部で財を蓄え、シュヴァーベン公、ローマ王、ローマ皇帝として歴史上重要な役割を演じた。こちらを見る獅子は、さらにシュタインガーデン等に遺るヴェルフェン家の紋章の意匠でもある。ヴェルフェン家はショーンガウ地域に相続領を有していた。修道院長杖はこの地域に大きな文化的・経済的重要性を有したヴェッソブルン、ポリング、ハーバッハ、ベルンリート、ロッテンブーフ、シュタインガーデンの各修道院を意味している。採鉱用具であるシュレーゲルとハンマーは鉱業の紋章学的表象であり、ペンツベルクとパイセンベルクの瀝青炭鉱を表している。この鉱山は、19世紀以後に集中的に運営され、1960年代に最盛期を迎え、1966年から71年にかけて閉山された。紋章主部の銀と青の配色は、1268年以降の領主でバイエルンを治めたヴィッテルスバッハ家を暗示している。1974年以降用いられているこの郡の紋章は、旧ショーンガウ郡と旧ヴァイルハイム郡との合併を示している。つまり、旧ショーンガウ郡のシュタウフェンの獅子と旧ヴァイルハイム郡の修道院長杖およびシュレーゲルとハンマーとを組み合わせることで、両郡の領域が1972年からヴァイルハイムを郡庁所在地とするヴァイルハイム＝ショーンガウ郡を形成していることを意味しているのである。
旗 

この郡は、黒 - 黄 - 青の旗を用いている。
この旗は紋章と同じく、1974年5月21日に認可を受けた。

## 市町村
| 市 - ペンツベルク (Penzberg 16,909) - ショーンガウ (Schongau 12,769) - ヴァイルハイム・イン・オーバーバイエルン (Weilheim in Oberbayern 23,378) 市場町 - パイセンベルク (Peißenberg 12,881) - パイティング (Peiting 11,903) 行政共同体 - アルテンシュタット行政共同体 （アルテンシュタット、ホーエンフルヒ、インゲンリート、シュヴァープブルック、シュヴァープゾイエン） - ベルンボイレン行政共同体 （ベルンボイレン、ブルッゲン） - ハーバッハ行政共同体 （アントドルフ、ハーバッハ、オーバーゼッヒャーリング、ジンデルスドルフ） - フーグルフィング行政共同体 （エーバーフィング、エーグルフィング、フーグルフィング、オーバーハウゼン） - ロッテンブーフ行政共同体 （ベービング、ロッテンブーフ） - ゼースハウプト行政共同体 （イッフェルドルフ、ゼースハウプト） - シュタインガーデン行政共同体 （プレム、シュタインガーデン、ヴィルトシュタイク） 市町村に属さない地域はない。 （人口は、2023年12月31日現在のものである） | 町村 - アルテンシュタット (Altenstadt 3,299) - アントドルフ (Antdorf 1,379) - ベルンボイレン (Bernbeuren 2,495) - ベルンリート・アム・シュタルンベルガー・ゼー (Bernried am Starnberger See 2,475) - ベービング (Böbing 1,909) - ブルッゲン (Burggen 1,726) - エーバーフィング (Eberfing 1,508) - エーグルフィング (Eglfing 1,141) - ハーバッハ (Habach 1,199) - ホーエンフルヒ (Hohenfurch 1,691) - ホーエンパイセンベルク (Hohenpeißenberg 3,869) - フーグルフィング (Huglfing 2,914) - イッフェルドルフ (Iffeldorf 2,765) - インゲンリート (Ingenried 1,115) - オーバーハウゼン (Oberhausen 2,179) - オーバーゼッヒャーリング (Obersöchering 1,570) - ペール (Pähl 2,608) - ポリング (Polling 3,663) - プレム (Prem 972) - ライスティング (Raisting 2,358) - ロッテンブーフ (Rottenbuch 1,817) - シュヴァープブルック (Schwabbruck 1,023) - シュヴァープゾイエン (Schwabsoien 1,453) - ゼースハウプト (Seeshaupt 3,271) - ジンデルスドルフ (Sindelsdorf 1,243) - シュタインガーデン (Steingaden 2,922) - ヴェッソブルン (Wessobrunn 2,268) - ヴィーレンバッハ (Wielenbach 3,385) - ヴィルトシュタイク (Wildsteig 1,344) |

## 引用
1. ↑  https://www.statistikdaten.bayern.de/genesis/online?operation=result&code=12411-003r&leerzeilen=false&language=de Genesis-Online-Datenbank des Bayerischen Landesamtes für Statistik Tabelle 12411-003r Fortschreibung des Bevölkerungsstandes: Gemeinden, Stichtag (Einwohnerzahlen auf Grundlage des Zensus 2011)
2. ↑  “Wahl des Kreistags - Kommunalwahlen 2020 im Landkreis Weilheim-Schongau - Gesamtergebnis”. 2021年4月7日閲覧。
3. 1 2  バイエルン歴史館: ヴァイルハイム＝ショーンガウ郡
4. ↑  ヴァイルハイム＝ショーンガウ郡: 歴史
5. ↑  世界の旗: ヴァイルハイム＝ショーンガウ郡
6. ↑  https://www.statistikdaten.bayern.de/genesis/online?operation=result&code=12411-003r&leerzeilen=false&language=de Genesis-Online-Datenbank des Bayerischen Landesamtes für Statistik Tabelle 12411-003r Fortschreibung des Bevölkerungsstandes: Gemeinden, Stichtag (Einwohnerzahlen auf Grundlage des Zensus 2011)